# Llista de ponts a Colòmbia

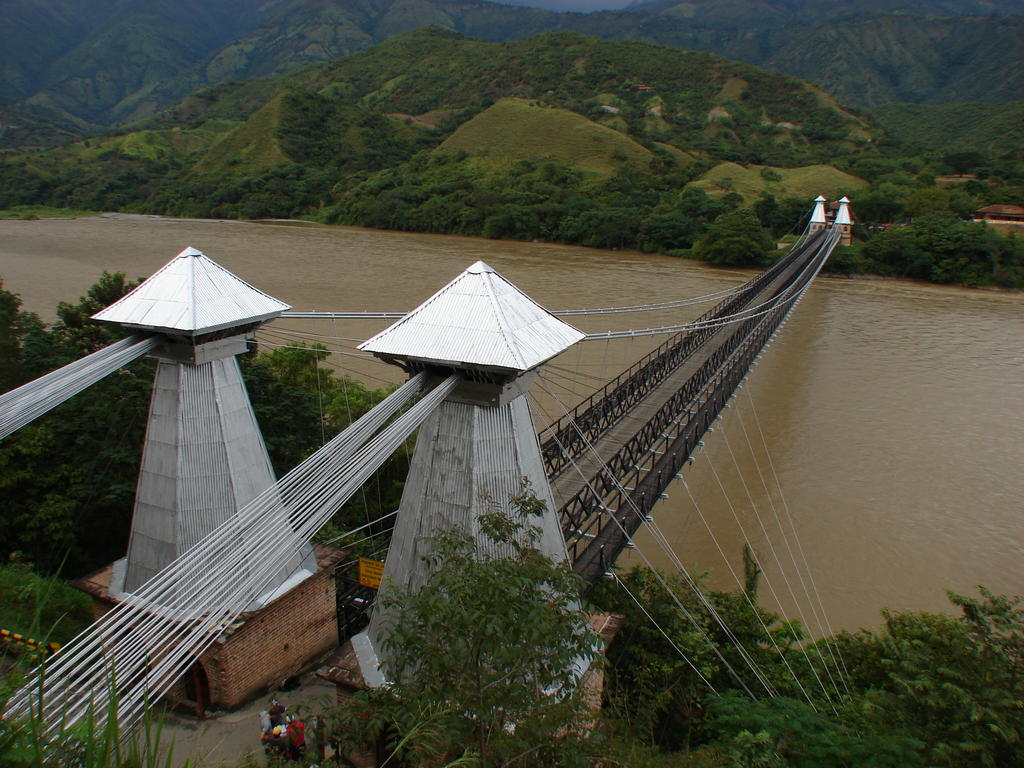
El West Bridge va ser el pont més gran de Colòmbia entre el 1895 i el 2015.

La llista de ponts a Colòmbia inclou els ponts més destacables de Colòmbia, tant pel que fa a les seves dimensions com al seu interès arquitectònic o històric.

## Ponts d'interès històric o arquitectònic
|                                               |   | Nom                                           | Distinció                                                                 | Long. | Tipus     | Via d'accés                      | Data | Localització                                                           | Departament                    | Ref.  |
| --------------------------------------------- | - | --------------------------------------------- | ------------------------------------------------------------------------- | ----- | --------- | -------------------------------- | ---- | ---------------------------------------------------------------------- | ------------------------------ | ----- |
| Pont Rumichaca                                | 1 | Pont Rumichaca                                | Frontera entre Colòmbia i l'Equador Monument nacional                     |       | Maçoneria | Pont per a vianants Riu Carchi   |      | Ipiales 0° 48′ 55.1″ N, 77° 39′ 53.6″ O / 0.815306°N,77.664889°O       | Nariño · Equador               | [ 1 ] |
| Pont de Calicanto                             | 2 | Pont de Calicanto                             | Monument nacional                                                         |       | Maçoneria | Riu Morro                        | 1715 | Monguí 5° 43′ 25.5″ N, 72° 50′ 55.6″ O / 5.723750°N,72.848778°O        | Boyacá                         | ·     |
| Pont de Boyacá                                | 3 | Pont de Boyacá                                | Declarat símbol de la independència de la Gran Colòmbia Monument nacional |       | Maçoneria | Pont per a vianants Riu Teatinos |      | Tunja 5° 27′ 1.9″ N, 73° 25′ 49.2″ O / 5.450528°N,73.430333°O          | Boyacá                         |       |
| Pont del Humilladero                          | 4 | Pont del Humilladero                          |                                                                           |       | Maçoneria | Carrera 6 Riu Molino             | 1873 | Popayán 2° 26′ 38.7″ N, 76° 36′ 18.3″ O / 2.444083°N,76.605083°O       | Cauca                          | [ 3 ] |
| Pont del Santuari de Las Lajas                | 5 | Pont del Santuari de Las Lajas                | Santuari de Las Lajas                                                     |       | Maçoneria | Pont per a vianants Riu Guáitara | 1949 | Ipiales 0° 48′ 18.9″ N, 77° 35′ 9.9″ O / 0.805250°N,77.586083°O        | Nariño                         |       |
| Pont Simón Bolívar                            | 6 | Pont Simón Bolívar                            | Frontera entre Veneçuela i Colòmbia                                       | 315   | Bigues    | Riu Táchira                      | 1962 | Cúcuta 7° 49′ 4.9″ N, 72° 27′ 4.6″ O / 7.818028°N,72.451278°O          | Norte de Santander · Veneçuela |       |
| Pont José Antonio Páez                        | 7 | Pont José Antonio Páez                        | Frontera entre Veneçuela i Colòmbia                                       |       | Enreixat  | Riu Arauca                       | 1967 | Arauca - Apure 7° 5′ 19.6″ N, 70° 44′ 24.9″ O / 7.088778°N,70.740250°O | Arauca · Veneçuela             |       |
| Pont des soupirs du sanatorium d'Agua de Dios | 6 | Pont des soupirs du sanatorium d'Agua de Dios | Monument nacional                                                         |       | Suspès    | Riu Bogotá                       |      | Agua de Dios 4° 26′ 50.5″ N, 74° 38′ 32.5″ O / 4.447361°N,74.642361°O  | Cundinamarca                   |       |

## Grans ponts
Aquesta taula presenta les estructures amb extensions superiors als 100 metres o una longitud total superior a 500 metres.
|                                 |    | Nom                            | Accés    | Long. | Tipus                 | Via d'accés                                            | Data | Lloc                                                                           | Departament         | Ref.   |
| ------------------------------- | -- | ------------------------------ | -------- | ----- | --------------------- | ------------------------------------------------------ | ---- | ------------------------------------------------------------------------------ | ------------------- | ------ |
|                                 | 1  | Pont Pumarejo 2019             | 380      | 2247  | Pont per cable        | Riu Magdalena                                          | 2019 | Barranquilla 10° 57′ 1.1″ N, 74° 45′ 23.2″ O / 10.950306°N,74.756444°O         | Atlántico           | [ 4 ]  |
| Viaducte provincial             | 2  | Pont du Bicentenaire           | 292      | 551   | Pont per cable        | Troncal Norte-sur Quebrada La Rosita                   | 2015 | Bucaramanga 7° 6′ 28.4″ N, 73° 7′ 49.1″ O / 7.107889°N,73.130306°O             | Santander           | [ 5 ]  |
| Pont d'Occident                 | 3  | Pont de l'Occident             | 287      |       | Suspès                | Carrera K11 Santa Fe De Antioquia - Sopetran Riu Cauca | 1894 | Santa Fe de Antioquia 6° 34′ 40.6″ N, 75° 47′ 53.8″ O / 6.577944°N,75.798278°O | Antioquia           | [ 6 ]  |
|                                 | 4  | Pont Chirajara                 | 286      | 446   | Pont per cable        |                                                        |      | Guayabetal 4° 12′ 7.2″ N, 73° 47′ 46.1″ O / 4.202000°N,73.796139°O             | Cundinamarca        | [ 7 ]  |
|                                 | 5  | Nouveau pont de Honda          | 247      | 405   | Pont per cable        | Riu Magdalena                                          | 2019 | Honda 5° 14′ 10.4″ N, 74° 43′ 38.1″ O / 5.236222°N,74.727250°O                 | Tolima Cundinamarca | [ 8 ]  |
| Viaducto César Gaviria Trujillo | 6  | Viaduc César Gaviria Trujillo  | 211      | 704   | Pont per cable        | C11 – K16 Riu Otún                                     | 1997 | Pereira 4° 49′ 3.1″ N, 75° 41′ 10.2″ O / 4.817528°N,75.686167°O                | Risaralda           |        |
| Pont Guillermo Gaviria Correa   | 7  | Pont Guillermo Gaviria Correa  | 200      | 917   | Pont de biga de caixa | Barrancabermeja - Yondó Riu Magdalena                  | 2006 | Barrancabermeja - Yondó 7° 4′ 47.9″ N, 73° 53′ 44″ O / 7.079972°N,73.89556°O   | Santander Antioquia | [ 9 ]  |
|                                 | 8  | Pont Ospina Perez              | 164      |       | Suspès                | Carrera 7 Riu Magdalena                                | 1950 | Girardot 4° 17′ 17.7″ N, 74° 48′ 32.7″ O / 4.288250°N,74.809083°O              | Cundinamarca        |        |
| Pont Pumarejo                   | 9  | Pont Pumarejo destruït el 2020 | 140      | 1500  | Pont per cable        | Riu Magdalena                                          | 1974 | Barranquilla 10° 57′ 2.1″ N, 74° 45′ 27″ O / 10.950583°N,74.75750°O            | Atlántico           | [ 10 ] |
| Pont de la Variante Ibagué      | 10 | Pont du contournement d'Ibagué | 127      | 284   | Pont de biga de caixa | Riu Combeima                                           | 1998 | Ibagué 4° 24′ 17.2″ N, 75° 10′ 54.4″ O / 4.404778°N,75.181778°O                | Tolima              | [ 11 ] |
| Viaducto Pipiral                | 11 | Viaduc de Pipiral              | 125 (x3) | 545   | Pont de biga de caixa | (Autopista al Llano)                                   | 2002 | Villavicencio 4° 11′ 32.2″ N, 73° 43′ 0.4″ O / 4.192278°N,73.716778°O          | Meta                | [ 12 ] |
| Pont de Peldar                  | 12 | Pont de Peldar                 | 121      | 242   | Pont per cable        | K48 C37S                                               | 2006 | Envigado 6° 10′ 25″ N, 75° 35′ 32.5″ O / 6.17361°N,75.592361°O                 | Antioquia           |        |
| Pont de la Gazapa               | 13 | Pont de La Gazapa              | 120      | 240   | Pont de biga de caixa | Calle 8N Riu Pamplonita                                | 2008 | Cúcuta 7° 54′ 33.2″ N, 72° 28′ 55.5″ O / 7.909222°N,72.482083°O                | Norte de Santander  |        |
| Pont Gilberto Echeverri Mejía   | 14 | Pont Gilberto Echeverri Mejía  | 108      | 560   | Pont per cable        | Calle 4 Sur Riu Medellín                               | 2012 | Medellín 6° 12′ 13.9″ N, 75° 34′ 45.1″ O / 6.203861°N,75.579194°O              | Antioquia           | ·      |
|                                 | 15 | Pont Carlos Lleras Restrepo    |          | 1064  | Pont de bigues        | Riu Cauca                                              | 1996 | Caucasia 7° 58′ 14.7″ N, 75° 11′ 17.9″ O / 7.970750°N,75.188306°O              | Antioquia           |        |
|                                 | 16 | Pont Navarro                   |          | 167   | Cantilever            | Riu Magdalena                                          | 1899 | Honda 5° 12′ 9.3″ N, 74° 43′ 59.7″ O / 5.202583°N,74.733250°O                  | Tolima Cundinamarca | [ 15 ] |
| Pont Jose Ignacio Andrade       | 17 | Pont Jose Ignacio Andrade      |          |       | Suspès                | Riu Magdalena                                          |      | Honda 5° 12′ 23.6″ N, 74° 44′ 3.7″ O / 5.206556°N,74.734361°O                  | Tolima Cundinamarca |        |